# Moncada
Pour les articles homonymes, voir Moncada.
Moncada (en castillan) ou Montcada (en catalan-valencien), officiellement Montcada/Moncada depuis 2024, est une commune d'Espagne de la province de Valence dans la Communauté valencienne. Elle est située dans la comarque de l'Horta Nord et dans la zone à prédominance linguistique valencienne.

## Géographie

Localisation de Moncada
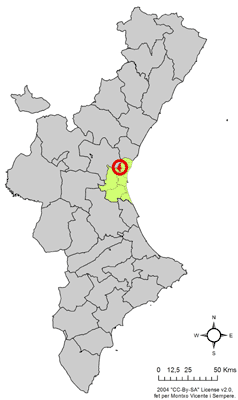
dans la Communauté valencienne.
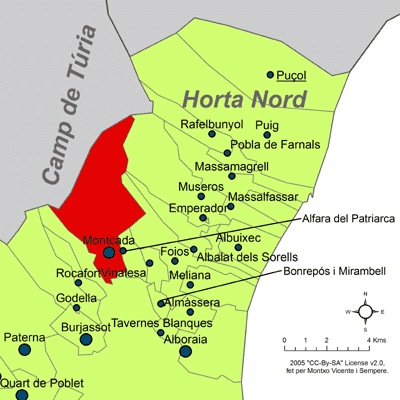
dans la comarque de l'Horta Nord.

### Localités limitrophes
Le territoire communal de Moncada est voisin de celui des communes suivantes :
Albalat dels Sorells, Alfara del Patriarca, Bétera, Foios, Museros, Náquera et Valence, toutes situées dans la province de Valence.

### Infrastructures et voies d'accès
La commune de Moncada est desservie par la ligne 1 du métro de Valence.

## Démographie
| 1900  | 1910  | 1920  | 1930  | 1940  | 1950  | 1960  | 1970   | 1981   | 1991   | 2000   | 2005   |
| ----- | ----- | ----- | ----- | ----- | ----- | ----- | ------ | ------ | ------ | ------ | ------ |
| 3.589 | 4.356 | 4.414 | 5.181 | 5.884 | 7.279 | 8.667 | 13.663 | 16.934 | 18.073 | 18.602 | 20.581 |

## Administration
Liste des maires, depuis les premières élections démocratiques.
| Législature | Nom du Maire               | Parti politique |
| ----------- | -------------------------- | --------------- |
| 1979-1983   | Leonardo Margareto Layunta | PSPV-PSOE       |
| 1983-1987   | Leonardo Margareto Layunta | PSPV-PSOE       |
| 1987-1991   | Leonardo Margareto Layunta | PSPV-PSOE       |
| 1991-1995   | Leonardo Margareto Layunta | PSPV-PSOE       |
| 1995-1999   | Leonardo Margareto Layunta | PSPV-PSOE       |
| 1999-2003   | Medina Esteban, Juan José  | PP              |
| 2003-2007   | Concepción Andrés Sanchís  | PSPV-PSOE       |
| 2007-2011   | Medina Esteban, Juan José  | PP              |

## Personnalités liées
- Francisca Pascual Doménech (1833-1903), née et morte à Moncada, religieuse, fondatrice de la Congrégation des Franciscaines de l'Immaculée Conception, déclarée vénérable par le pape François en 2020.

### Sources
- (es) Cet article est partiellement ou en totalité issu de l’article de Wikipédia en espagnol intitulé « Moncada » (voir la liste des auteurs).